# 2,3,7,8-tetraclorodibenzo-p-dioxina
La 2,3,7,8-tetraclorodibenzo-p-dioxina, anomenada habitualment TCDD, és un compost orgànic persistent de la branca de les dioxines (tot i que, a vegades, quan es parla de dioxina la gent es refereix a aquest compost i no al conjunt). Està format per dos anells benzilics units per dos éters i amb quatre clors en les posicions 2,3,7 i 8.
El TCDD és la dioxina més potent i s'ha fet coneguda per alguns incidents al llarg de la història, per exemple com a producte secundari en l'elaboració d'un herbicida utilitzat pels Estats Units a la guerra del Vietnam anomenat agent taronja. Aquesta dioxina es forma com a subproducte de la síntesi de l'àcid 2,4,5-triclorofenoxiacètic (2,4,5-T) que és un dels components principals de l'Agent Taronja.

## Mecanisme d'acció
El TCDD igual que les altres dioxines actua en un receptor específic d'hidrocarburs aromàtics que es troba a totes les cèl·lules anomenat AHR (De l'anglès: Aryl Hydrocarbon Receptor). Aquest receptor està associat a una proteïna ARN-t que afecta la transcripció d'alguns gens fent augmentar o disminuir la concentració d'algunes proteïnes a l'organisme.
Se sap poca cosa sobre aquest receptor AH, principalment activa la producció d'alguns enzims reguladors del metabolisme o que actuen sobre substàncies tòxiques i carcinògenes destruint-les o expulsant-les de l'organisme. També s'ha observat que la majoria d'éssers vius tenen aquest receptor i que quan el tenen bloquejat els animals tenen problemes de desenvolupament i són malaltissos. Tenint en compte les funcions conegudes del receptor AH podem dir que un nivell d'activació d'aquest és necessari per al bon funcionament del cos.
El TCDD no és mutagènic ni genotòxic, però promou la carcinogenicitat iniciada per altres compostos. L'activació excessiva del receptor AH, que es produeix per l'acció d'aquesta dioxina, pot originar diversos problemes en el desenvolupament, en el sistema immunitari i, en dosis molt altes, fins i tot càncer. Un dels mecanismes proposats és l'estrès oxidatiu i els consegüents danys de l'oxigen en l'ADN, també podria ser per interrupció endocrina o per l'alteració de la transducció de senyals.

## Estudis en animals
Fins ara, gairebé tota la informació que tenim sobre la toxicitat de les dioxines i d'altres compostos similars està basada en estudis amb animals utilitzant TCDD. Segons els estudis, amb tractaments a curt termini d'aquesta substància els efectes més habituals són l'anorèxia i la fatiga tot i que, en realitat, el TCDD afecta de manera global a l'organisme provocant falles a la majoria d'òrgans (depenent de l'espècie).
També s'ha pogut observar que afecta cada espècie de manera molt diferent, fins i tot espècies molt similars com dos tipus de rates diferents, però en dosis prou altes sempre és mortal. El receptor AH afecta a la producció d'algunes hormones i per això també s'han vist variacions en el balanç hormonal.
En dosis baixes pot produir efectes en el desenvolupament dels animals, principalment teratogenicitat (malformacions durant el desenvolupament dels fetus) tal com el paladar fes o la hidrofrenosis. A més, es poden produir malformacions en els òrgans, com ara els òrgans sexuals o fins i tot les dents.
Ja hem esmentat que el càncer no és un efecte directe del TCDD, sinó que ajuda a propagar un càncer ja iniciat o el causa per efectes indirectes. La majoria dels animals als que se’ls ha administrat dosis prou altes han contret càncer d'algun tipus (gairebé tots els tipus de càncer). Alguns efectes són: interrupció de mecanismes de defensa impedint l'eliminació de cèl·lules alterades o la variació de producció d'enzims en processos de desintoxicació.

## Efectes en humans
El TCDD va ser classificat el 1997 per l'Agència Internacional per a la Investigació sobre el Càncer com un carcinogen per als éssers humans (grup 1). Això ha estat criticat, ja que els efectes del TCDD i el càncer no han estat demostrats en éssers humans i es basen principalment en els experiments realitzats en animals. També es qüestiona aquest fet, ja que no ha estat comprovat que dosis baixes d'aquesta dioxina puguin produir càncer en els animals.
D'altra banda, estudis posteriors a 1997 no recolzen una associació entre exposicions a TCDD i un risc de càncer. Nous estudis inclouen l'actualització dels estudis de veterans de Vietnam d'operació “Ranch Hand” (Ajudant de granger, exposats a l'herbicida Agent Taronja), la qual conclou que després de 30 anys, els resultats no proporcionen evidència de malaltia. També hi ha evidència epidemiològica directa que TCDD no és carcinogènic en dosis baixes, i en alguns estudis, el risc de càncer fins i tot ha disminuït.
Un grup d'experts de l'Organització Mundial de la Salut va considerar que el risc més important del TCDD i d'altres dioxines sobre els humans és la toxicitat en el desenvolupament, no pas el càncer. Malgrat això, alguns efectes en el desenvolupament poden degenerar en càncer.

## Casos d'enverinament
Hi ha hagut un gran nombre d'accidents en els quals persones han estat exposades a altes dosis de químics semblants a la dioxina, però hi ha tres casos històrics d'enverinament en els quals les exposicions han estat a TCDD directament:
- El 1976, milers d'habitants de Séveso, Itàlia, van ser exposats a TCDD després de l'alliberament accidental de diversos quilograms d'un tanc de pressió d'una fàbrica de productes químics. Van morir un elevat nombre d'animals, i es van mesurar concentracions altes de TCDD, de fins a 56.000 pg/g de greix, van ser anotades especialment en nens. Els efectes aguts es van limitar a prop de 200 casos de cloracne. Els efectes a llarg termini semblen incloure un lleu excés de mieloma múltiple i leucèmia mieloide, així com alguns efectes sobre el desenvolupament tals com la interrupció en el desenvolupament de les dents i un excés de filles de pares que van ser exposats com a nens (efectes hormonals). D'altres efectes a llarg termini han estat sospitats, però l'evidència no ha estat molt forta. Actualment es continuen fent estudis sobre els efectes a llarg termini, tant en gent exposada directament com en els seus fills.[5]
- A Viena, dues dones van ser enverinades en el seu lloc de treball el 1998, i les concentracions mesurades en una d'elles van ser les més altes mai mesurades en un ésser humà, 144.000 pg/g de greix. Això és prop de cent mil vegades les concentracions de TCDD en la majoria de gent d'avui en dia. Aquesta dona va sobreviure, però va sofrir de cloracne greu per diversos anys, però després no es van observar gairebé cap altre símptoma.
- El 2004, el llavors candidat a la presidència d'Ucraïna Víktor Iúsxenko va ser enverinat amb una gran dosi de TCDD. Les concentracions de TCDD en la seva sang eren al voltant de 108.000 pg/g de greix, les quals són les segones més altes mai mesurades. També va sofrir de cloracne per molts anys, però una vegada més, després del malestar inicial no van ser observats gaires símptomes més.[6]